# Rajon Berehowe
Der Rajon Berehowe (ukrainisch Берегівський район/Berehiwskyj rajon; russisch Береговский район/Beregowski rajon) ist eine Verwaltungseinheit im äußersten Westen der Ukraine und gehört zur Oblast Transkarpatien.
Er entstand im Rahmen der administrativ-territorialen Reform im Jahr 2020 auf dem Gebiet der aufgelösten Rajone Berehowe und Wynohradiw sowie eines kleinen Teils der Rajone Irschawa und Mukatschewo und der bis Juli 2020 unter Oblastverwaltung stehenden Stadt Berehowe.

## Geographie
Der Rajon liegt im Südwesten der Oblast Transkarpatien. Er grenzt im Nordwesten an den Rajon Uschhorod, im Norden an den Rajon Mukatschewo, im Nordosten an den Rajon Chust, im Südosten an Rumänien und im Südwesten an Ungarn.
Er liegt am Fuße der Waldkarpaten im Schwemmland der Theiß, die teilweise die Grenze zu Ungarn bildet. Im Rajon mündet die Borschawa in die Theiß.

## Bevölkerung
Im Rajon Berehowe gibt es 208 420 Einwohner (Stand 2020). Beinahe 80 % der Bevölkerung sind ungarischer Abstammung.

## Administrative Gliederung
Auf kommunaler Ebene ist der Rajon in 10 Hromadas (2 Stadtgemeinden, 3 Siedlungsgemeinden und 5 Landgemeinden) unterteilt, denen jeweils einzelne Ortschaften untergeordnet sind.
Zum Verwaltungsgebiet gehören:
- 2 Städte
- 2 Siedlungen städtischen Typs
- 90 Dörfer

Die Hromadas sind im Einzelnen:
- Stadtgemeinde Berehowe
- Stadtgemeinde Wynohradiw
- Siedlungsgemeinde Batjowo
- Siedlungsgemeinde Korolewo
- Siedlungsgemeinde Wylok
- Landgemeinde Kamjanske
- Landgemeinde Kosson
- Landgemeinde Pyjterfolwo
- Landgemeinde Welyka Byjhan
- Landgemeinde Welyki Berehy